# Ceratina
Ceratina é um grande gênero de abelhas.